# Грошова реформа в СРСР 1947 року

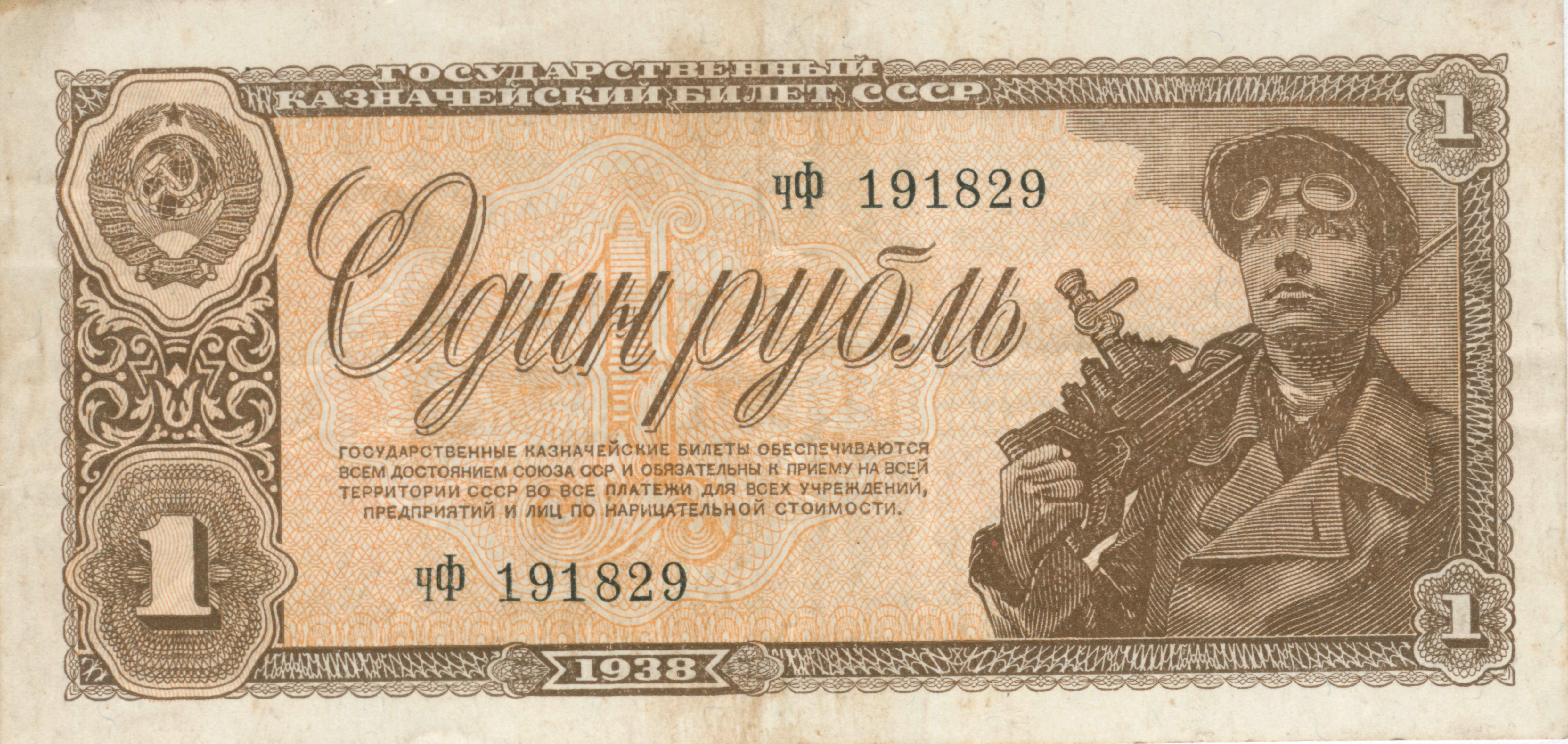
Один «довоєнний» карбованець (1938)

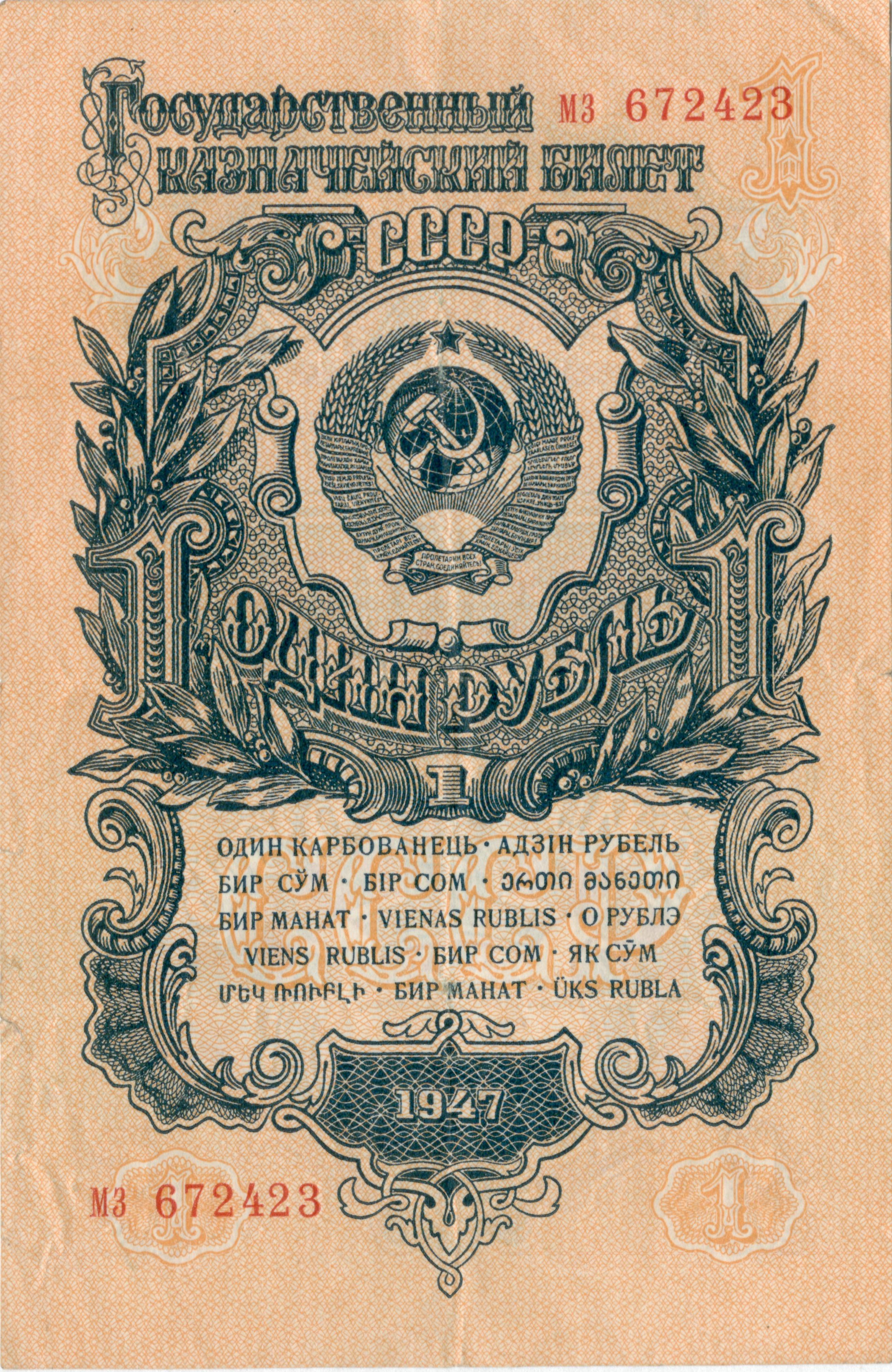
Один «новий» карбованець (1947)

Грошова реформа в СРСР 1947 року була проведена між 16 грудня і 29 грудня 1947 року. Вона не тільки коригувала наслідки війни в грошовому обігу СРСР, але й послідовно реалізовувала основні принципи радянської грошово-кредитної політики, на яких раніше будувалися так звані «фінансові маневри» 1930 років, позики й інші специфічні заходи з вилучення у населення зайвої грошової маси, і особливо, валюти. Прийнято вважати, що це була друга за рахунком грошова реформа в СРСР. Як показує історичний досвід, статус «грошової реформи» (офіційне іменування цих заходів) може «присвоюватися» трьома шляхами: офіційно; засобами масової інформації (як це було в 1990-ті роки) або науковим співтовариством (як, наприклад, з реформою О. Глинської). Перетворення 1947 року спочатку були офіційно представлені як «реформа» (при відомому неприйнятті більшовиками цього поняття) вищим політичним керівництвом СРСР в документі, що ініціював (регламентував) реформу. Водночас події грудня 1947 року не перетворювали, не змінювали й не перебудовували радянську грошову систему, тобто не були реформами в суворо лінгвістичному й економічному сенсах, у порівнянні, наприклад, з перетвореннями 1922—1924 років.
Грошова реформа була проведена у формі деномінації. Одночасно з грошовою реформою була скасована карткова система постачання продовольчими та промисловими товарами. У ході реформи обмін готівки проводився протягом одного тижня, у віддалених районах Крайньої Півночі — протягом двох тижнів.

## Передумови
За свідченням наркома фінансів СРСР Арсенія Звєрєва, вперше питання про проведення грошової реформи виникло ще під час Німецько-радянської війни. Підготовка реформи йшла з 1943 року в обстановці глибокої секретності, що не заважало ефективно налагодженій міжвідомчій взаємодії Міністерства фінансів СРСР і Держбанку СРСР, фахівці яких виявляли причини інфляції, реалізуючи вказівку В. М. Молотова «детально розібратися», у кого за роки війни накопичилися грошові надлишки, як відбувається їх перерозподіл і як це впливає на ціни. Таким чином, ставилося завдання, виявивши власників «зайвих грошей», провести їх конфіскаційних обмін, «зрізавши» інфляційний тиск. Дана схема точно збігалася із вказівкою В. І. Леніна 1918 року про «повну заміну всіх старих грошей новими», для чого вождь пропонував призначити «найкоротший термін», протягом якого кожен повинен буде зробити декларацію про кількість наявних у нього грошей і отримати натомість нові; якщо сума виявиться невеликою, він отримає карбованець за карбованець; якщо ж вона перевищить норму, він отримає лише частину". Вождь розумів, що такий захід «безсумнівно, зустріне сильну протидію… Ми зустрінемося груди в груди з класовим ворогом. Боротьба буде важка, але вдячна боротьба…». Постанова 14 грудня 1947 року про грошову реформу майже дослівно повторила ленінські положення, хоча в процесі розробки на вождя ніхто не посилався. Прихильники конфіскаційної моделі, маючи на меті вивести з обороту спекулятивні накопичення, ігнорували трудовий характер значної частини коштів, зароблених в роки війни селянами, високооплачуваними працівниками і ІТП, а також представниками творчих професій. Загалом прихильники жорстких заходів зміцнення грошової системи шляхом одноразової, за словами З. В. Атласа, хірургічної операції — вилучення зайвої грошової маси з обігу шляхом грошової реформи, солідаризуючись з політичною вказівкою, виявилися в більшості. У той же час, до методів санування радянського грошового обігу серед розробників реформи були й інші підходи, у тому числі обговорювався варіант проведення санування за зразком 1933—1936 років або за прикладом практики колишніх союзників — США і Великої Британії, де грошові реформи не проводилися. Зовнішньополітичний фактор також мав важливе значення, тому що міцний карбованець повинен був посісти місце резервної валюти табору соціалізму.
До середини 1946 року основні параметри реформи були ще не готові, Держбанк пропонував провести її в другій половині 1947 року. Розробникам реформи було важко спертися на науково розроблені методики. Остання серйозна монографія з проблеми вийшла в 1930 році. Крім того, радянські фахівці не могли ставити під сумнів загальний закон кількості грошей, необхідних для обігу, сформульований К. Марксом в першому томі «Капіталу». Таким чином, розробники, з огляду на «значну еластичність» параметрів грошового обігу, прагнули не стільки скоротити його до заздалегідь запланованого точного обсягу, скільки застосовуючи утилітаристський, емпіричний підхід, домагалися керованості цієї сферою, що вийшла з-під контролю в роки війни, працездатності практичних методів корекції грошового обороту.
Обмін старих паперових грошових знаків на нові також повинен був поліпшити їх фізичну якість, стійкість до зношування, що офіційно не вказувалося в якості однієї з цілей мети реформи, але малося на увазі розробниками.
Аналіз динаміки вкладів населення в ощадні каси по всіх республіках СРСР показує, що інформація про реформу ходила по країні вже з липня-серпня, коли різко гальмується приплив вкладів населення в ощадкаси. Починається процес, відомий як біржова лихоманка. Радянські громадяни, маючи в більшій частині неясні чутки замість інформації, вели з державою біржову гру то на зниження, то на підвищення. Як відомо, коли господарюючі суб'єкти при виборі варіантів інвестування керуються прибутковістю, ліквідністю, ступенем ризику, нормою позичкового відсотка, змінами в очікуваннях, величиною інфляції й тому подібним. Попит на гроші, що різко виріс вже влітку (відтік з ощадкас), не означав, що населення віддає їм перевагу в порівнянні з іншими видами «активів». Зняті суми швидко витрачалися на придбання і без того мізерного асортименту товарів. «Проста радянська людина» в ситуації, близької до паніки, вже не думала про прибутковість і ліквідність, а прагнула мінімізувати збиток, зберігши хоч частину заробленого, в будь-якій доступній формі. У перших числах грудня настрої населення різко змінюються. Відтік вкладів з ощадкас припиняється і починається їх стрімке зростання по всіх регіонах, що супроводжувалося дробленням вкладів під вже відомий з численних витоків, ліміт. 10-15 грудня контори Держбанку фіксували «величезне надходження готівки». У всіх відділеннях спостерігався «великий наплив клієнтів для здачі грошей в каси будь-якими способами», у тому числі і сплати наперед податків і зборів.
Чутки про майбутню реформу особливо посилилися пізньої осені 1947 року. Оскільки зберегти плани влади в таємниці від населення не вдалося, в ощадкасах стали шикуватися черги бажаючих покласти гроші на ощадкнижку. 2 грудня МВС констатувало «випадки, коли вкладники вилучають великі вклади (30-50 тисяч рублів і вище), а потім ці ж гроші вкладають більш дрібними вкладами в інші ощадкаси на різних осіб». Намагаючись врятувати свою готівку, люди кинулися скуповувати меблі, музичні інструменти, мисливські рушниці, мотоцикли, велосипеди, золото, коштовності, годинники, промтовари, продовольчі товари тривалого терміну зберігання (шоколад, консерви, копчені ковбаси й інше), горілку та інші спиртні напої. Збільшилися обороти в ресторанах великих міст.
13 грудня 1947 року Політбюро ЦК ВКП (б) ухвалило рішення «Про скасування карткової системи і грошову реформу».

## Умови реформи
Умови грошової реформи були викладені в Постанові Ради Міністрів СРСР і ЦК ВКП (б) № 4004 від 14 грудня 1947 року «Про проведення грошової реформи і скасування карток на продовольчі і промислові товари». Постанова була підписана Головою Ради Міністрів Союзу РСР І. Сталіним і Секретарем ЦК ВКП (б) А. О. Ждановим.
У Постанові було встановлено порядок обміну старих грошей на нові, а також визначені умови переоцінки грошових вкладів в ощадкасах і  Держбанку СРСР. При перерахунку зарплати гроші обмінювалися таким чином, що зарплата залишалася без зміни. По вкладах в Сбербанку суми до 3 тисяч рублів обмінювалися також один до одного, по вкладах від 3 до 10 тисяч рублів було виконано скорочення накопичень на одну третину суми, за вкладами в розмірі понад 10 тисяч карбованців вилучалася половина суми. Ті, хто зберігав гроші вдома, при обміні отримав один новий карбованець за десять старих. Пільгові умови переоцінки накопичень були встановлені і для власників облігацій державних позик: облігації масових позик обмінювалися на облігації нової позики в співвідношенні 3:1, облігації вільно реалізованої позики 1938 року — у співвідношенні 5:1, а облігації позики 1947 року переоцінці не підлягали.

## Результати реформи
В результаті реформи були ліквідовані наслідки Другої світової війни в області грошового обігу, без чого неможливо було скасувати карткову систему і перейти до торгівлі за єдиними цінами.
За оцінками деяких економістів, готівкова грошова маса зменшилася в три з гаком рази, з 43,6 до 14 мільярдів карбованців. За оцінкою Держбанку, після обміну на руках у населення залишалося близько 4 мільярдів карбованців. При проведенні реформи велике значення надавалося ліквідації дефіциту, щоб уникнути ажіотажного попиту на товари і інфляції. Протягом року товари притримувалися, щоб після обміну грошей їх викинути на ринок. Крім того, були розброньовані товари з державних резервів на суму 1,7 мільярдів карбованців. Вони призначалися для торгівлі після скасування карток і переходу до єдиних роздрібних цін в містах (1,1 мільярдів карбованців) і в сільській місцевості (0,6 мільярдів карбованців).
Грошова реформа в СРСР 1947 року носила конфіскаційних характер. З цією реформою іноді порівнюють знецінення заощаджень на початку 1990-х років.
Після скасування карток наприкінці 1947 року при зарплатах більшості міського населення в 500—1000 карбованців на місяць кілограм житнього хліба коштував 3 карбованці, пшеничного — 4 карбованця 40 копійок, кілограм гречки — 12 карбованців, цукру — 15 карбованців, вершкового масла — 64 карбованця, соняшникової олії — 30 карбованців, мороженого судака — 12 карбованців, кави — 75 карбованців; літр молока — 3-4 карбованця; десяток яєць — 12-16 карбованців (в залежності від категорії, яких було три); пляшка пива «Жигулівське» — 7 карбованців; півлітрова пляшка «Московської» горілки — 60 карбованців.
Зі зрозумілих причин соціологічні опитування про ставлення населення до проведених фінансовим заходам в ті роки не проводилися. У той же час, інформація органів держбезпеки дозволяє зробити висновок про поляризацію офіційної (в пресі і на мітингах) і «народної» оцінок реформи. При цьому оцінка населення прямо залежала від рівня доходу, тобто величини понесених втрат.
У числі найближчих наслідків реформи і фінансового оздоровлення, що послідувало (було воно наслідком реформи або відновлення народного господарства — питання дискусійне), слід зазначити перерахунок курсу карбованця і його переведення «на золоту основу».
Грошова реформа не знищила приватний (тіньовий, спекулятивний, за оцінкою сучасників) сектор економіки. Більш того, міністерства фінансів союзних республік ініціювали його часткову легалізацію в рамках регламентованих спеціальними Правилами кустарно-ремісничих промислів. Ця ініціатива не знайшла підтримки з ідеологічних причин..

## Гроші, запущені реформою
| Лицьова сторона | Зворотна сторона | Номінал (карбованців) |
| --------------- | ---------------- | --------------------- |
|                 |                  | 1                     |
|                 |                  | 3                     |
|                 |                  | 5                     |
|                 |                  | 10                    |
|                 |                  | 25                    |
|                 |                  | 50                    |
|                 |                  | 100                   |

## Факти
- В ході слідства у справі Лаврентія Берії в 1953 році було виявлено, що перед проведенням в 1947 році грошової реформи Берія, щоб уникнути переоцінки грошей, доручив своєму помічникові таємно розмістити в різних ощадкасах значну грошову суму (понад 40 тисяч карбованців).[19]